# Túpac Amaru
Túpac Amarú (Vilcabamba, 1545 – Cusco, 24 settembre 1572) è stato un imperatore inca.
Fu l'ultimo sovrano dell'effimero regno di Vilcabamba, creato dal padre Manco II, nei recessi più selvaggi delle Ande, nel tentativo di restaurare l'Impero inca dopo la conquista spagnola e la perdita della capitale Cusco.

## Sovrano di Vilcabamba
Alla morte di Manco II, dopo la breve parentesi del regno del fratello Sayri Túpac, i dignitari del piccolo Stato avevano preferito eleggere come sovrano il fratellastro di Tupac Amaru, Titu Cusi Yupanqui, ancorché illegittimo, ritenendo che offrisse più valide garanzie per la conduzione di una politica difensiva verso gli Spagnoli. Il giovane Túpac Amaru era stato destinato al culto e incaricato di vegliare sui riti e sulle reliquie degli inca, mentre il fratello maggiore dispiegava tutta la sua abilità per contenere le mire e le pretese degli iberici che, dal Cuzco, non tralasciavano occasione per far cessare l'ultima forma di indipendenza incaica.
La fine di Titu Cusi Yupanqui aveva però determinato anche la cessazione di ogni possibilità di accordo con i nuovi padroni del Perù, e le tragiche vicende che ne avevano accompagnato la morte, culminate con la morte di padre Ortiz (che non fu propriamente un martirio poiché quest'ultimo è per definizione dovuto a un sacrificio per difendere la fede, mentre il prete era stato ucciso perché sospettato dell'avvelenamento di Titu Cusi), avevano suggellato il distacco definitivo tra le due culture.
I fautori del ripristino delle antiche concezioni religiose del Tahuantinsuyo avevano avuto la meglio sui pochi compatrioti cristiani, appena convertiti e avevano preteso la ripresa di una politica aggressiva contro gli invasori. In questo contesto l'erede di Titu Cusi, il giovane Quispe Titu, venne scartato dalla successione ed in suo luogo venne eletto lo zio Amaru Túpac, fatto uscire, per l'occasione, dal tempio in cui aveva fino ad allora officiato il culto dei suoi avi.

## Fine dell'indipendenza

Cattura di Túpac Amaru (Felipe Guaman Poma de Ayala in Nueva Crónica y Buen Gobierno, XVI secolo). Túpac Amaru (a sinistra) cammina incatenato agli spagnoli, tra i quali Martin Garcia Oñaz de Loyola (a destra).

Malgrado questi propositi, gli inca di Vilcabamba temevano però gli Spagnoli e fecero quanto in loro potere per tenere nascosta la morte di Titu Cusi Yupanqui e, ancor più, l'uccisione del prete cristiano. Il viceré Francisco de Toledo premeva, però, per continuare i rapporti intercorsi, che erano stati regolati da un trattato, e inoltrò una ambasceria per ingiungere il rispetto degli accordi presi.
Si incaricò della bisogna Atalano de Anaya, un cittadino del Cusco che aveva sempre avuto buoni rapporti con gli indios. Egli giunse al ponte di Chuquichaca che delimitava il territorio di Vilcabamba e chiese di essere accompagnato dall'Inca che credeva fosse ancora Titu Cusi. Dapprima gli venne ingiunto di attendere tre giorni, con la scusa di attendere istruzioni, poi, inopinatamente venne ucciso e gettato in un burrone.
Era quanto attendeva il viceré che aveva sempre premuto per distruggere l'ultimo baluardo degli Inca. La barbara uccisione di un ambasciatore gli rendeva finalmente le mani libere e Toledo si dette subito ad organizzare una spedizione. Per prima cosa fece occupare il fondamentale ponte, poi inviò quanti più uomini poté alla conquista del ridotto inca. Si trattava di una truppa imponente, composta da almeno duecentocinquanta spagnoli e più di duemila indigeni ausiliari. Per maggior sicurezza altri settanta spagnoli mossero da Abancay, lungo la riva sinistra dell'Apurímac e cinquanta da Huamanga con lo scopo di tagliare ogni via di fuga ai ribelli.
Di fronte a questo imponente spiegamento di forze gli sparuti indigeni fecero quanto poterono, ma dovettero soccombere. La loro sconfitta non fu senza onore, perché impegnarono il nemico in furiosi corpo a corpo e contesero ogni palmo di terra all'invasore, ma non poterono evitare la caduta progressiva delle loro piazzeforti. Coyao-Chaca, Vitcos, Guaina Pucará, Machu Pucará e, infine, Vilcabamba furono teatro di scontri violenti, ma ovunque gli spagnoli trionfarono. Túpac Amaru, però, restava imprendibile. Il sovrano si era gettato nelle profondità della giungla e sperava di nascondervisi indefinitamente, come già aveva fatto suo padre Manco, per poi riprendere le ostilità.

## Cattura dell'Inca
Questa volta, però, gli spagnoli erano decisi a non mollare la preda e un corpo di spedizione si gettò all'inseguimento. Erano quaranta uomini, comandati da Martín García de Loyola che non si arrestarono neppure di fronte alle terribili insidie della foresta amazzonica. Seguendo delle flebili tracce, si aprirono una strada per oltre quaranta leghe (200 km) per apprendere, in un villaggio, che l'Inca era appena fuggito verso un'altra contrada. Seguì un altro inseguimento di altre cinquanta leghe (250 km), un po' tra sentieri appena tracciati, un po' lungo i fiumi, su delle zattere improvvisate ed infine gli spagnoli giunsero a tiro della preda.
Amaru Yupanqui era rimasto pressoché solo con la propria moglie, incinta, che stava per partorire. Il sovrano aveva una canoa ed avrebbe potuto attraversare il fiume sulle cui rive era stato avvistato e, così facendo, avrebbe potuto far perdere le sue tracce agli inseguitori privi di imbarcazioni ed impossibilitati ad attraversare l'imponente corso d'acqua. In più, un forte contingente di fedeli dell'Inca stava sopraggiungendo al soccorso. La consorte di Túpac Amaru era, però, terrorizzata dall'acqua e si rifiutò di imbarcarsi e l'Inca, piuttosto che abbandonarla, si arrese.

## Conversione e morte

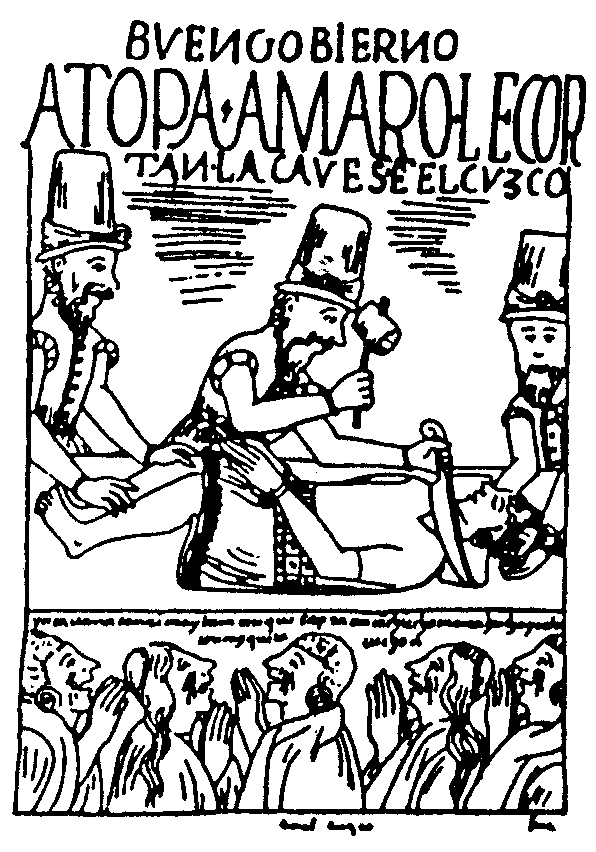
L'esecuzione di Túpac Amaru secondo Felipe Guaman Poma de Ayala

Condotto al Cuzco, a Túpac Yupanqui fu per prima cosa richiesto di abbracciare la religione cristiana. La sua conversione avrebbe rappresentato un grande successo per gli spagnoli e i più eminenti religiosi vennero incaricati del suo indottrinamento. Si disputarono il compito i mercedari Melchor Férnandez e Gabriel Alvárez de la Carrera, ma anche il gesuita Alonso de Barzana e il celebre studioso di storia incaica, Cristóbal de Molina. Lo sforzo combinato di tanti teologi ebbe successo e l'Inca accettò di abbracciare la fede cristiana, facendosi battezzare con il nome di Pedro.
Restava però da definire la sua sorte come quella dei suoi capitani che languivano in prigione. Il destino di questi ultimi fu presto deciso e vennero condannati a morte per impiccagione essendo i responsabili diretti della morte di alcuni spagnoli. Sulla responsabilità di Túpac Amaru vi erano invece seri dubbi perché le uccisioni erano avvenute durante il regno del suo predecessore e anche quella dell'ambasciatore Atalano de Alaya era frutto dell'iniziativa di alcuni suoi sottoposti. Il viceré era però intenzionato a chiudere una volta per tutte la partita con le ribellioni degli Inca e pretendeva una condanna esemplare.
Il giudice preposto al processo, Loarte, era un suo fedelissimo e, conformandosi ai suoi voleri, emise prontamente una sentenza di comodo condannando l'Inca a morte per decapitazione. La drastica sentenza produsse delle serie ripercussioni tra i cittadini del Cuzco che la ritenevano ingiusta ed oppressiva. Molti furono coloro che insorsero domandando che Túpac Amaru fosse inviato in Spagna a disposizione del re. Gli ecclesiastici, in particolare, furono unanimi nel sollecitare una misura di clemenza.
I gesuiti furono i primi a impetrare la grazia con a capo frà Luis Lopez e Alonso de Barzana, ma a loro si unirono altri eminenti prelati. Il provinciale dell'Ordine della Misericordia, Gonzalo de Mendoza, Francisco Corrol, priore di Sant'Agostino, Gabriel de Oviedo, priore di San Domenico, Francisco Velez e Gerónimo de Villa Carrello, rispettivamente guardiano e provinciale di San Francesco, Gonzalo Ballassero, vicario generale dell'Ordine della Misericordia e padre Luis López rettore della Compagnia di Gesù tentarono tutti, inutilmente, di far recedere l'implacabile viceré dai suoi propositi.
Per ultimo, giunse a pregare in ginocchio il viceré il suo stesso consigliere ecclesiastico, frà Agústin de la Coruña, il più rispettato religioso del momento, da tutti ritenuto in odore di santità, ma anche il suo intervento fu inutile. Il 24 settembre del 1572 Túpac Amaru salì sul patibolo. Calmo e solenne si rivolse alla folla in lingua quechua e spiegò a tutti di essere diventato un cristiano convinto e di avere scoperto che quella era la vera religione che tutti avrebbero dovuto professare. Un attimo dopo la sua testa venne recisa con un colpo d'ascia.
Il boia apparteneva alla etnia cañari, la tribù più ostile alla stirpe degli Inca. Túpac Amaru venne seppellito nella cappella maggiore della cattedrale del Cuzco. La sua testa, per ordine di Toledo, venne lasciata infissa su di un palo, ma in capo a due giorni dovette essere tolta e seppellita assieme al corpo, in quanto era oggetto di una continua adorazione da parte dei suoi fedeli.

## Discendenza
Dalla consorte Quispe Sisa Túpac Amaru ebbe un figlio, Martín, morto giovane e due figlie, Magdalena Mama Guaco e Juana Pinco Guaco. La discendenza di Magdalena si estinse dopo due generazioni. Quella invece di Juana era destinata ad entrare nella storia del Perù. La figlia di Túpac Amaru andò in sposa ad un “curaca” di nome Blas Condorcanqui e da questo matrimonio sarebbe nato un figlio di nome Sebastián Condorcanqui. Il figlio di Sebastián, Miguel, avrebbe avuto, a sua volta un figlio di nome José Gabriel.
Quest'ultimo, assumendo il nome del suo avo, avrebbe dato vita intorno al 1780 alla famosa ribellione nota come la rivolta di Túpac Amaru II che, dopo aver insanguinato le contrade peruviane, sarebbe finita tragicamente con l'esecuzione del suo promotore, nella stessa piazza in cui era stata stroncata la vita dell'ultimo sovrano degli Inca.

## Riferimenti nella cultura
Su di lui è stata scritta un'opera lirica dal titolo omonimo (Tupac): musica di Auguste Maurage (1875-1925), libretto di Edmundo Montagne (1880-1941) eseguita al Teatro Colón di Buenos Aires nel 1919.
Il nome del rapper americano Tupac Shakur deriva ed è ispirato proprio a Tupac Amaru, come dice Residente (Calle 13) nella sua canzone "This is not America".